# وییتینکودییروپو
وییتینکودییروپو (به لاتین: Vayittiyankudiyiruppu) یک منطقهٔ مسکونی در سری‌لانکا است که در استان شمالی (سری‌لانکا) واقع شده‌است.